# Rhinopoma
Rhinopoma (E.Geoffroy, 1818) è l'unico genere di pipistrelli della famiglia dei Rinopomatidi, comunemente noti come pipistrelli coda di topo.

## Descrizione

### Dimensioni
Al genere Rhinopoma appartengono pipistrelli di medio-piccole dimensioni, con lunghezza della testa e del corpo tra 53 e 90 mm, la lunghezza dell'avambraccio tra 45 e 75 mm, la lunghezza della coda tra 43 e 75 mm e un peso fino a 14 g.

### Caratteristiche ossee e dentarie
Il cranio è privo di processi post-orbitali, mentre le ossa pre-mascellari sono ben sviluppate e in semplice contatto con le ossa adiacenti. L'omero presenta un trochite ben sviluppato ma non articolato con la scapola; il secondo e terzo dito della mano hanno due falangi. La cintura scapolare è di proporzioni normali. Queste caratteristiche scheletriche, molto simili a quelle riscontrate negli Pteropodidi, fanno ritenere questa famiglia una delle più primitive tra i Microchiroptera. Gli incisivi superiori sono piccoli ed obliqui, mentre quelli inferiori sono uguali tra loro e separati dai canini, i quali sono semplici e privi di cuspidi supplementari. I denti masticatori sono di forma normale.
Sono caratterizzati dalla seguente formula dentaria:

### Aspetto
La pelliccia è corta e soffice. Il muso, la groppa e la porzione posteriore dell'addome sono privi di peli. Il colore delle parti dorsali varia dal bruno-grigiastro al marrone scuro, mentre le parti ventrali sono più chiare. L'uropatagio è estremamente corto e sottile, la coda è più lunga della testa e del corpo ed è fine. Il calcar è assente. Le orecchie sono grandi e connesse da una banda trasversale alla base. Il trago è ben sviluppato, lungo e diritto. Sul muso è presente una piccola foglia nasale triangolare, dove si aprono le narici, caratterizzate da una particolare valvola che permette loro di chiudersi. Dietro la foglia nasale è presente una piccola depressione, mentre le camere nasali sono lateralmente rigonfie. Gli occhi sono relativamente grandi. Gli arti inferiori sono piuttosto gracili. Emette ultrasuoni tramite la bocca. Accumula grasso alla base della coda e degli arti inferiori.

## Distribuzione
Il genere è diffuso nell'Africa dal Marocco al Kenya e in Asia, dalla Penisola arabica fino all'Indocina e Sumatra.

## Tassonomia
Il genere comprende 5 specie.
- Rhinopoma hadramauticum
- Rhinopoma hardwickii
- Rhinopoma macinnesi
- Rhinopoma microphyllum
- Rhinopoma muscatellum